# Killer Instinct (film 2005)
Killer Instinct (titolo originale: A Killer Upstairs), distribuito anche con il titolo Alibi per una notte, è un film per la televisione del 2005 diretto da Douglas Jackson.

## Trama
In Pennsylvania il diciassettenne Michael Nowlin ha una relazione con una donna che lavora nel mondo della moda, Vivian Jamison. La storia però non può continuare e Vivian gli dice che bisogna chiuderla lì. Michael non la prende bene e rompe un vaso di vetro lanciandolo al muro. Dopo ciò si va ad ubriacare. La mattina dopo lui e sua madre Sandra apprendono dal telegiornale che Vivian è stata assassinata. Ben presto le indagini portano a sospettare di Michael, che aveva avuto un rapporto sessuale consensuale con la vittima. Michael nega tutto, ma una vicina di casa afferma di averlo visto uscire intorno all'ora del delitto da casa Jamison. Un misterioso uomo, intanto, entra in casa Nowlin per mettere una statuina, che poi si scopre essere l'arma del delitto. A questo punto la situazione per Michael si complica e decide di scappare. Va in cerca di Johnny, che quella sera gli aveva venduto illegalmente (dato che è minorenne) il whisky, ma non lo trova. Sandra intanto chiama uno dei migliori avvocati, Carla MacDonald, che viene addirittura da Boston. Johnny, contattato dalla polizia, nega tutto. Michael viene preso e messo in prigione. Sandra decide allora di fare indagini da sola; va al negozio e chiede a Johnny di dire la verità. Non si accorge però che il misterioso uomo l'ha seguita fino a lì. Johnny accetta di dire la verità all'avvocato ma non alla polizia e si mette d'accordo con Sandra per la mattina dopo. Ma il misterioso uomo, che era entrato nel locale e aveva sentito tutto, una volta andata via Sandra, lo uccide simulando una rapina. Il giorno dopo Sandra ricomincia tutto e riesce a contattare una vecchia amica di Vivian, Talia Rose, che le parla della relazione che Vivian aveva con un losco figuro, di nome Lyle Banner. Una volta trovata la casa di Lyle, un cottage di montagna nei pressi di Waycross, entra mentre lui non c'è. Trova una fattura di un braccialetto d'oro di un banco dei pegni recante la data del giorno dopo l'omicidio di Vivian. Va al negozio e lo compra, ma il venditore telefona subito a Lyle e gli dice il nome dell'acquirente. Sandra, convinta di essere vicina alla verità, va a casa Jamison e parla con il vedovo di Vivian, David, facendogli vedere il braccialetto. L'uomo lo riconosce subito: lo aveva regalato alla figlia Ashley. La chiama e lei dice che le era stato rubato. Il padre non abbocca e, quando Ashley sta per dire la verità, arriva Lyle che spiega tutto: Ashley, che odiava profondamente la matrigna Vivian, l'aveva assoldato per ucciderla e il braccialetto d'oro serviva da acconto. Lyle invita Ashley ad andare a prendere il resto dei soldi nella cassaforte e lei ubbidisce. Durante il battibecco con David, Lyle involontariamente lo ferisce. Ashley intanto arriva con una borsa ma, invece di tirare fuori i soldi, estrae una pistola e ferisce Lyle. Cerca anche di uccidere Sandra, in modo da eliminare una testimone scomoda, ma il padre si risveglia e la convince a non commettere idiozie, Viene così chiamata la polizia: Michael viene liberato e Ashley arrestata.